# 青海省 (中華民國)
青海省，是中華民國華西地區三省之一。

## 省名由來
以其境內有青海湖而得名。1928年国民政府以宁海军统领的青海地方设为青海省（藏語：མཚོ་སྔོན་ཞིང་ཆེན་）。

## 管轄範圍

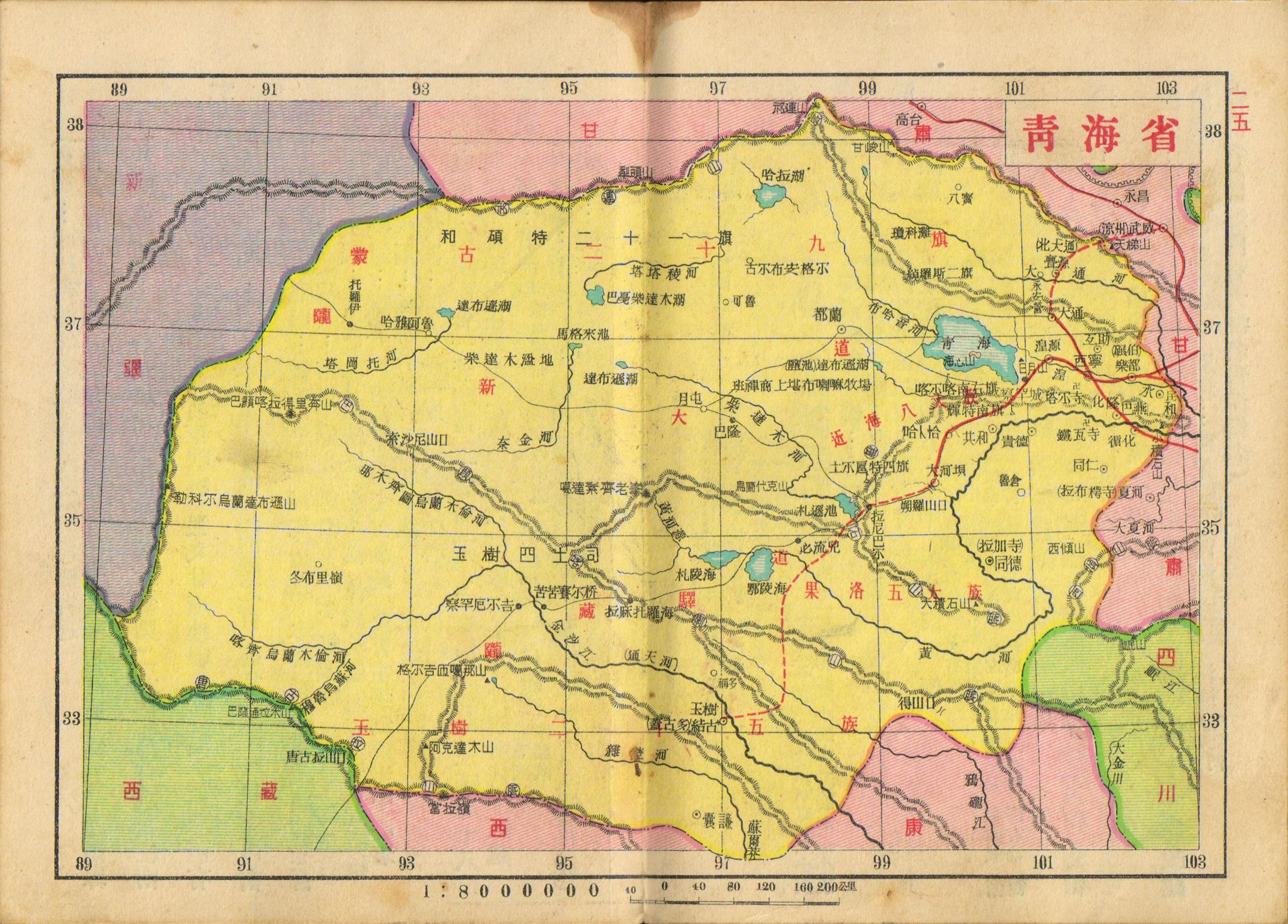
亞新地學社1936年《袖珍中華全圖》的青海省地圖

中華民國青海省管轄範圍，與現今中华人民共和国青海省大致相當，東部界線有所變化，包括今甘肅省瑪曲縣。民國三十六年（1947年），全省面積為667236平方公里。
周圍鄰省分別為，東界及東北界甘肅省，西北界新疆省，西南界西藏地方，南界西康省，東南界四川省。

## 人口
以下依據中華民國實業部《中國經濟年鑑》（1934年出版）、內政部統計司編《民國十七年各省市戶口調查統計報告》（1931年出版）、主計處統計局編《中華民國統計提要》（1940年出版）、中華民國年鑑社編《中華民國年鑑》（1952年出版，頁19-21）所提供的人口數據： 
| 調查年代       | 戶數    | 人口      | 男性    | 女性    | 每戶平均人口 | 性別比例 |
| -------------- | ------- | --------- | ------- | ------- | ------------ | -------- |
| 1912年         | 79,000  | 368,000   | 202,000 | 165,000 | 4.66         | 122.40   |
| 1928年         | 無      | 619,000   | 無      | 無      | 無           | 無       |
| 1936年至1937年 | 230,000 | 1,196,000 | 617,000 | 579,000 | 5.21         | 106.67   |
| 1947年         | 201,000 | 1,308,000 | 659,000 | 649,000 | 6.52         | 101.53   |

隨中華民國政府來臺人數，據中華民國內政部戶政司於民國七十九年（1990年）普查外省籍人口按本省籍分的資料，原青海省籍在台人數為719人，佔外省籍269萬4917人口當中的0.03%，排行倒數第二（第一是興安省）。

## 歷史沿革
辛亥革命後，在青海的清朝地方官自動離職。民國元年（1912年），北洋政府廢青海辦事大臣，改設青海辦事長官。9月，袁世凱任命原西寧府知府廉興為青海辦事長宫，任命馬麒為西寧鎮總兵。民國二年（1913年），廉、馬二人共同主持祭海會盟，宣布清帝退位、民國成立的消息，勸蒙藏頭人聯名致電北洋政府，表示擁護共和。自此青海全境正式歸附中華民國。同年，北洋政府改革清代建制，廢西寧府，保留西寧道，西寧縣是道府所在地。馬麒到職後，積極擴軍，組建寧海軍。民國四年（1915年），廉興被查辦，馬麒任甘邊寧海鎮守使兼蒙番宣慰使，集軍政大權於一身。因此，青海地方結束了前清數百年來政令不一的局面，同時為馬氏家族統治青海奠定了牢固的基礎。民國十四年（1925年），馮玉祥國民軍入甘。次年，任馬麒為青海護軍使，馬麒所部軍隊接受國民軍改編。
民國十六年（1927年）撤西寧道，設西寧行政區長官。民國十七年（1928年），馬麒接受國民政府改編。9月17日，南京國民政府令以青海地方建立青海省，暫以甘肅省西寧縣為省治。10月20日，又令將甘肅省舊西寧道屬縣西寧、樂都、大通、巴燕戎（化隆）、循化、貴德、湟源等7縣劃入：「甘肅省舊西寧道屬各縣與青海形勢毗連，應即劃入青海省，並定西寧為青海省治。」民國十八年（1929年）1月20日，省政府在西寧成立，孫連仲為首任省主席。民國二十年（1931年）8月，青海省政府咨請明令撤銷青海省土司各職。經國務會議議決，國民政府於8月22日令准。
孫連仲任期不到一年，此後依次由馬麒、馬麟、馬步芳任青海省主席或代主席。馬步芳主政青海後，集軍權與政權於一身。表面上服從國民政府，但在其控制的地盤內享有相當大的自主權，可說處於半割據狀態。其寧海軍由初建時的1300餘人，到第一次国共内战時擴增至15萬人，除多次鎮壓藏、哈薩克等少數民族叛亂，還曾派兵在青南和河西圍剿堵截紅軍。第二次国共内战末期，馬步芳的寧海軍在隴東戰役、固關戰役、蘭州戰役中，被彭德懷率領的中國人民解放軍消滅。民國三十八年（1949年）9月5日，解放軍進入西寧市，結束了馬氏家族在青海省40多年的統治。青海省成為中華人民共和國的一省，中華民國青海省政府也隨之消亡。

## 行政區劃

### 縣、市、設治局
青海省初期僅有西寧、樂都、大通、巴燕戎（化隆）、循化、貴德、湟源等7縣級行政區，其後設立多個設治局，部分設治局後來升格為縣。部分設治局未經內政部批准，設立後不久便被取消。此時期先後設立的設治局有河曲、和順、和興、白玉、星川、香德、海東、哈姜、西樂、祁連、興海、通新、南屏等。民國二十四年（1935年），省政府又擬設江源、河源、柴達木3設治局，但未能實施。至民國三十八年（1949年）解放軍進入青海以前，中華民國在青海省共有1市19縣2設治局，境內另有蒙旗29旗。
| 青海省           | 青海省     | 青海省 | 青海省 | 青海省           | 青海省                                                                | 青海省               | 青海省 |
| 行政督察區及盟部 | 專署駐地   | 代碼   | 縣等級 | 縣市局           | 駐地(2023年4月)                                                       | 北洋時期             | 沿革 |
| ---------------- | ---------- | ------ | ------ | ---------------- | --------------------------------------------------------------------- | -------------------- | --- |
| 省直轄地區       | 省直轄地區 | 22001  | 不適用 | 西寧市           | 今西寧市城區                                                          | (甘肅省西寧道)       | 民國三十四年（1945年）11月析西寧縣城區置。 |
| 省直轄地區       | 省直轄地區 | 22002  | 一等   | 湟中縣           | 魯沙爾（今西寧市湟中區駐地魯沙爾鎮）                                  | 甘肅省西寧道（駐地） | 清代為西寧府附郭西寧縣。原屬甘肅省，民國十八年（1929年）1月移屬青海省後因與西寧市同名，民國三十五年（1946年）1月改名。                                                                                            |
| 省直轄地區       | 省直轄地區 | 22003  | 二等   | 互助縣           | 威遠堡（今互助土族自治縣駐地威遠鎮）                                  | (甘肅省西寧道)       | 民國十九年（1930年）8月析西寧縣威遠堡地方置，民國20年（1931年）3月國民政府令准。 |
| 省直轄地區       | 省直轄地區 | 22004  | 二等   | 大通縣           | 白塔城（今大通回族土族自治縣駐地城關鎮）                              | 甘肅省西寧道         | 原屬甘肅省，民國十八年（1929年）1月移屬青海省。 |
| 省直轄地區       | 省直轄地區 | 22005  | 三等   | 亹源縣           | 北大通（今門源回族自治縣駐地浩門鎮）                                  | (甘肅省西寧道)       | 民國十八年（1929年）7月析大通縣大坂山以北紅山堡及西寧縣朱古仙等處置。民國20年（1931年）3月國民政府令准，因地近浩亹河上源，故名。                                                                                  |
| 省直轄地區       | 省直轄地區 | 22006  | 二等   | 樂都縣           | 碾伯（今海東市樂都區駐地碾伯鎮）                                      | 甘肅省西寧道         | 清代為碾伯縣，民國十七年（1928年）3月改名，以晉代樂都縣為名藏語“樂都”意為“溝口”。原屬甘肅省，民國十八年（1929年）1月移屬青海省。                                                                                  |
| 省直轄地區       | 省直轄地區 | 22007  | 二等   | 民和縣           | 上川口（今民和回族土族自治縣駐地川口鎮）                              | (甘肅省西寧道)       | 民國十九年（1930年）4月析樂都縣及循化縣置。民國20年（1931年）3月國民政府令准。 |
| 省直轄地區       | 省直轄地區 | 22008  | 三等   | 循化縣           | 積石（今循化撒拉族自治縣駐地積石鎮）                                  | 甘肅省西寧道         | 清代為循化廳，民國二年（1913年）4月改制縣。原屬甘肅省，民國十八年（1929年）1月移屬青海省。 |
| 省直轄地區       | 省直轄地區 | 22009  | 三等   | 共和縣           | 曲溝大莊（今共和縣東南沙珠玉鄉曲溝村） 恰卜恰（今共和縣駐地恰卜恰鎮） | (甘肅省西寧道)       | 民國十八年（1929年）7月析西寧縣上下郭密及湟源縣恰卜恰一帶地方置，民國20年（1931年）3月國民政府令准。 |
| 省直轄地區       | 省直轄地區 | 22010  | 四等   | 同仁縣           | 隆務寺（隆武寺，今同仁市駐地隆務鎮）                                  | (甘肅省西寧道)       | 民國十八年（1929年）8月析循化縣西部所屬之保安置，民國20年（1931年）3月國民政府令准。 |
| 省直轄地區       | 省直轄地區 | 22011  | 三等   | 貴德縣           | 曲喀沙甲（今貴德縣駐地河陰鎮）                                        | 甘肅省西寧道         | 清代為貴德廳，民國二年（1913年）4月改制縣。原屬甘肅省，民國十八年（1929年）1月移屬青海省。 |
| 省直轄地區       | 省直轄地區 | 22012  | 三等   | 化隆縣           | 巴燕戎（今化隆回族自治縣駐地巴燕鎮）                                  | 甘肅省西寧道         | 清代為巴燕戎格廳，民國2年（1913年）4月改制縣，改名巴戎縣，民國17年（1928年）3月改名巴燕縣。蒙古語“巴燕”意為“富饒”。民國18年（1929年）1月移屬青海省。民國二十年（1931年）6月再改名，因縣境在西魏時為化隆縣，故名。 |
| 省直轄地區       | 省直轄地區 | 22013  | 三等   | 湟源縣           | 丹噶爾（今湟源縣駐地城關鎮）                                          | 甘肅省西寧道         | 清代為丹噶爾廳，民國二年（1913年）4月改制縣，易今名。因地處湟水之源，故名。原屬甘肅省，民國十八年（1929年）1月屬移青海省。                                                                                        |
| 省直轄地區       | 省直轄地區 | 22016  | 四等   | 都蘭縣           | 都蘭寺（今烏蘭縣東北都蘭寺） 希裡溝（今烏蘭縣駐地希裡溝鎮）           | 青海地方             | 民國六年（1917年）設立都蘭理事公署。民國十九年（1930年）改制縣。 |
| 省直轄地區       | 省直轄地區 | 22018  | 四等   | 同德縣           | 拉加寺（今瑪沁縣東北拉加寺）                                          | （甘肅省西寧道）     | 民國二十四年（1935年）5月析貴德縣魯倉、汪什科及白佛轄地及同仁縣屬黃河沿岸拉加寺、什則寺一帶地方置。由同仁、貴德各取一字為名。                                                                                     |
| 省直轄地區       | 省直轄地區 | 22019  | 四等   | 海晏縣           | 三角城（今海晏縣駐地三角城鎮）                                        | （甘肅省西寧道）     | 民國二十六年（1937年）析湟源縣之南達如玉旗爾力克具勒等地置海晏設治局。民國三十二年（1943年）11月改制縣。 |
| 省直轄地區       | 省直轄地區 | 22020  | 三等   | 興海縣           | 大河壩（今興海縣駐地子科灘鎮）                                        | （甘肅省西寧道）     | 民國二十八年（1939年）10月析共和縣置興海設治局。民國三十二年（1943年）11月改制縣。 |
| 省直轄地區       | 省直轄地區 | 22021  | 不適用 | 祁連設治局       | 八寶（祁連縣駐地八寶鎮                                                | （甘肅省西寧道）     | 民國二十八年（1939年）10月析亹源縣置。因祁連山得名。 |
| 省直轄地區       | 省直轄地區 | 未定   | 不適用 | 星川設治局       | 達的海（今瑪多縣境） 哈姜（今瑪多縣西北哈姜）                         | （青海地方）         | 民國二十九年（1940年）7月以下果洛班瑪、鄂陵湖東等地置。 |
| 第一區           | 玉樹縣     | 22014  | 三等   | 玉樹縣           | 結石（今玉樹市駐地結古街道）                                          | (青海地方)           | 民國十八年（1929年）8月以玉樹理事員轄地置，民國20年（1931年）3月國民政府令准。 |
| 第一區           | 玉樹縣     | 22015  | 四等   | 稱多縣           | 周均（今稱多縣駐地稱文鎮）                                            | (青海地方)           | 民國二十七年（1938年）2月析玉樹縣稱多土司地置。 |
| 第一區           | 玉樹縣     | 22017  | 四等   | 囊謙縣           | 色魯馬（今囊謙縣駐地香達鎮）                                          | （青海地方）         | 民國二十二年（1933年）12月以玉樹縣囊謙族果洛游牧場及覺拉寺等地方置，以部族名命名。 |
| 青海左翼盟       | 青海左翼盟 | 22101  | 不適用 | 霍碩特西前旗     | 今德令哈市東                                                          | 青海地方             | 俗稱青海王旗。 |
| 青海左翼盟       | 青海左翼盟 | 22102  | 不適用 | 霍碩特北左翼旗   | 今德令哈市西南                                                        | 青海地方             | 俗稱柯爾洛貝子旗。 |
| 青海左翼盟       | 青海左翼盟 | 22103  | 不適用 | 霍碩特西後旗     | 今德令哈市西南                                                        | 青海地方             | 俗稱柯柯的貝勒旗。 |
| 青海左翼盟       | 青海左翼盟 | 22104  | 不適用 | 霍碩特北前旗     | 今天峻縣西北                                                          | 青海地方             | 俗稱布哈公旗。 |
| 青海左翼盟       | 青海左翼盟 | 22105  | 不適用 | 霍碩特南右翼後旗 | 今天峻縣東南                                                          | 青海地方             | 俗稱托莫公旗。 |
| 青海左翼盟       | 青海左翼盟 | 22106  | 不適用 | 霍碩特南左翼後旗 | 今共和縣西北、天峻縣東南                                              | 青海地方             | 俗稱阿喀公旗。 |
| 青海左翼盟       | 青海左翼盟 | 22107  | 不適用 | 霍碩特北左翼末旗 | 今烏蘭縣東南                                                          | 青海地方             | 俗稱鹽札薩克旗。 |
| 青海左翼盟       | 青海左翼盟 | 22108  | 不適用 | 霍碩特南左翼中旗 | 今澤庫縣城附近                                                        | 青海地方             | |
| 青海左翼盟       | 青海左翼盟 | 22109  | 不適用 | 霍碩特西右翼中旗 | 今格爾木市南                                                          | 青海地方             | 俗稱臺吉愛爾札薩克旗。 |
| 青海左翼盟       | 青海左翼盟 | 22110  | 不適用 | 霍碩特南左翼末旗 | 今海晏縣西南、共和縣東北                                              | 青海地方             | 俗稱群科札薩克旗。 |
| 青海左翼盟       | 青海左翼盟 | 22111  | 不適用 | 霍碩特北右翼末旗 | 今德令哈市西                                                          | 青海地方             | 俗稱柯爾洛果札薩克旗。 |
| 青海左翼盟       | 青海左翼盟 | 22112  | 不適用 | 土爾扈特西旗     | 今剛察縣北                                                            | 青海地方             | 俗稱托爾和札薩克旗。 |
| 青海左翼盟       | 青海左翼盟 | 22113  | 不適用 | 土爾扈特南後旗   | 今海晏縣西北、祁連縣東南                                              | 青海地方             | 俗稱角昂札薩克旗。 |
| 青海右翼盟       | 青海右翼盟 | 22201  | 不適用 | 霍碩特前左翼首旗 | 今剛察縣東北                                                          | 青海地方             | 一稱霍碩特前左翼頭旗，俗稱默勒王旗。 |
| 青海右翼盟       | 青海右翼盟 | 22202  | 不適用 | 霍碩特北右翼旗   | 今剛察縣北                                                            | 青海地方             | 俗稱郡貝子旗。 |
| 青海右翼盟       | 青海右翼盟 | 22203  | 不適用 | 霍碩特前首旗     | 今河南蒙古族自治縣東南                                                | 青海地方             | 一稱霍碩特前頭旗。 |
| 青海右翼盟       | 青海右翼盟 | 22204  | 不適用 | 霍碩特東上旗     | 今烏蘭縣南                                                            | 青海地方             | 俗稱巴汗俄爾札薩克旗。 |
| 青海右翼盟       | 青海右翼盟 | 22205  | 不適用 | 霍碩特南右翼中旗 | 今澤庫縣城附近                                                        | 青海地方             | |
| 青海右翼盟       | 青海右翼盟 | 22206  | 不適用 | 霍碩特西右翼前旗 | 今祁連縣西南                                                          | 青海地方             | 俗稱默勒札薩克旗。 |
| 青海右翼盟       | 青海右翼盟 | 22207  | 不適用 | 霍碩特西右翼後旗 | 今都蘭縣西南                                                          | 青海地方             | 俗稱巴隆札薩克旗。 |
| 青海右翼盟       | 青海右翼盟 | 22208  | 不適用 | 霍碩特南右翼末旗 | 今共和縣西南、興海縣北                                                | 青海地方             | 俗稱善力格札薩克旗。 |
| 青海右翼盟       | 青海右翼盟 | 22209  | 不適用 | 霍碩特西左翼後旗 | 今都蘭縣南                                                            | 青海地方             | 俗稱宗札薩克旗。 |
| 青海右翼盟       | 青海右翼盟 | 22210  | 不適用 | 綽爾特南右翼首旗 | 今共和縣東北                                                          | 青海地方             | 一稱綽爾羅斯面右翼頭旗，俗稱爾什克貝勒旗。 |
| 青海右翼盟       | 青海右翼盟 | 22211  | 不適用 | 綽爾羅斯北中旗   | 今海晏縣南                                                            | 青海地方             | 一稱水峽貝子旗，俗稱哈爾格貝子旗。 |
| 青海右翼盟       | 青海右翼盟 | 22212  | 不適用 | 輝特南旗         | 今共和縣西北                                                          | 青海地方             | 俗稱端達哈公旗。 |
| 青海右翼盟       | 青海右翼盟 | 22213  | 不適用 | 喀爾喀南右翼旗   | 今剛察縣西北                                                          | 青海地方             | 俗稱喀爾喀札薩克旗。 |
| 青海右翼盟       | 青海右翼盟 | 22214  | 不適用 | 土爾扈特南中旗   | 今海晏縣西北                                                          | 青海地方             | 俗稱永安札薩克旗。 |
| 青海右翼盟       | 青海右翼盟 | 22215  | 不適用 | 土爾扈特南前旗   | 今河南蒙古族自治縣西南                                                | 青海地方             | |
| 青海右翼盟       | 青海右翼盟 | 22216  | 不適用 | 察罕諾門汗旗     | 今貴南縣南與同德縣北交界處                                            | 青海地方             | 俗稱白佛旗。 |
| 己裁撤           | 己裁撤     | 不適用 | 不適用 | 和興設治局       | 阿什姜貢麻（今甘德縣境）                                              | （青海地方）         | 民國二十七年（1938年）4月以中果洛地方置。民國三十五年（1946年）2月裁撤。 |
| 己裁撤           | 己裁撤     | 不適用 | 不適用 | 和順設治局       | 昂久多巴（今瑪多縣境）                                                | （青海地方）         | 民國二十七年（1938年）4月以果洛地區置。民國三十五年（1946年）2月裁撤。 |
| 己裁撤           | 己裁撤     | 不適用 | 不適用 | 西樂設治局       | 瑪沁（今瑪沁縣境）                                                    | （青海地方）         | 民國二十九年（1940年）4月以汪什代海、麥倉地區置。民國三十五年（1946年）2月裁撤。 |
| 己裁撤           | 己裁撤     | 不適用 | 不適用 | 通新設治局       | 可魯德令哈（今德令哈市西南柯魯柯鎮）                                  | （青海地方）         | 民國二十八年（1939年）10月以可魯德令哈地方置。民國三十五年（1946年）2月裁撤。 |
| 己裁撤           | 己裁撤     | 不適用 | 不適用 | 香日德設治局     | 香日德（今都蘭縣西南香日德鎮）                                        | （青海地方）         | 一作香德設治局。民國三十二年（1943年）析都蘭縣一部分置察汗烏蘇設治局，後易今名。民國三十五年（1946年）2月裁撤，併入都蘭縣。                                                                                       |
| 己裁撤           | 己裁撤     | 不適用 | 不適用 | 河曲設治局       | 藏寺（今同德縣西南河北鄉）                                            | （青海地方）         | 民國二十八年（1939年）置。民國三十年（1941年）裁撤。 |
| 己裁撤           | 己裁撤     | 不適用 | 不適用 | 白玉設治局       | 白玉寺（今久治縣駐地）                                                | （青海地方）         | 一作白玉寺設治局。民國二十八年（1939年）析下果洛班瑪、雅礱江上游及黃河沿岸一帶置。因駐地白玉寺得名。民國三十年（1941年）裁撤。                                                                                    |
| 己裁撤           | 己裁撤     | 不適用 | 不適用 | 哈姜設治局       | 哈姜（今瑪多縣西北哈姜）                                              | （青海地方）         | 民國三十年（1941年）以烏吉哈姜一帶置。民國三十二年（1943年）併入星川設治局。 |
| 己裁撤           | 己裁撤     | 不適用 | 不適用 | 南屏設治局       | 魯倉（今貴南縣北魯倉寺）                                              | （甘肅省西寧道）     | 民國三十一年（1942年）析貴德縣魯倉、霸茫拉一帶置。民國三十三年（1944年）裁撤。 |

### 行政督察區
民國二十七年（1938年）全省劃為7行政督察區。民國二十九年（1940年）1月改劃為6區，在離省會西寧較遠的第五、六、七區設置行政督察專署。旋因第七區僅轄同德1縣，無設置專署的必要，被裁撤：
- 第五區，專署駐都蘭縣，轄都蘭、共和2縣及興海、通新2設治局。民國三十二年（1943年）1月增領西樂設治局；5月增領海晏設治局；10月增領香德設治局；同年，海晏、興海改制縣。
- 第六區，專署駐嚢謙縣，民國三十一年（1942年）遷駐玉樹縣，轄嚢謙、玉樹、稱多3縣。民國三十二年（1943年）1月增領和興、和順2設治局。

民國三十三年（1944年），仍設第五、第六區行政督察專署：
- 第五區，專署駐都蘭縣，轄都蘭、共和、興海、海晏4縣及通新、西樂、香德3設治局。
- 第六區，專署駐玉樹縣，轄玉樹、嚢謙、稱多3縣及和興、和順2設治局。

民國三十四年（1945年）1月，改第五、第六區為第一、第二區，另置第三區：
- 第一區，專署駐都蘭縣，轄都蘭、共和、興海、海晏4縣及通新、西樂、香德3設治局。
- 第二區，專署駐玉樹縣，轄玉樹、嚢謙、稱多3縣。
- 第三區，專署駐同德縣，轄同德縣及和興、和順2設治局。

抗戰勝利後，廢第一及第三區，改第二區為第一區，西寧市及湟中等16縣和祁連、星川2設治局直屬於省政府。行政院於民國三十六年（1947年）6月核准備案：
- 第一區，專署駐玉樹縣，轄玉樹、嚢謙、稱多3縣。

## 行政區劃年表
| 青海省行政區劃年表                                                        |          |    |    |    |      | |
| 說明：「?」表示不能確定其發生年份或月份，故放於最有可能的一年內，詳見注釋 |          |    |    |    |      | |
| 西元                                                                      | 民國紀元 | 縣 | 市 | 局 | 其他 | 行政區劃變更 |
| 1929年                                                                    | 民國18年 | 11 |    |    |      | - 甘肅省湟中縣來隸（1月） - 甘肅省大通縣來隸（1月） - 甘肅省樂都縣來隸（1月） - 甘肅省循化縣來隸（1月） - 甘肅省貴德縣來隸（1月） - 甘肅省巴燕縣來隸（1月） - 甘肅省湟源縣來隸（1月） - 析大通、西寧二縣置亹源縣（7月） - 析西寧、湟源二縣置共和縣（7月） - 析循化縣置同仁縣（8月） - 析玉樹理事員轄地置玉樹縣（8月） |
| 1930年                                                                    | 民國19年 | 14 |    |    |      | - 析樂都、循化二縣置民和縣（4月） - 析西寧置互助縣（8月） - 改都蘭理事公署為都蘭縣（?月） |
| 1931年                                                                    | 民國20年 | 14 |    |    |      | - 巴燕縣改名化隆縣（6月） |
| 1932年                                                                    | 民國21年 | 14 |    |    |      | |
| 1933年                                                                    | 民國22年 | 15 |    |    |      | - 析玉樹縣置囊謙縣（12月） |
| 1934年                                                                    | 民國23年 | 15 |    |    |      | |
| 1935年                                                                    | 民國24年 | 16 |    |    |      | - 析貴德、同仁置同德縣（5月） |
| 1936年                                                                    | 民國25年 | 16 |    |    |      | |
| 1937年                                                                    | 民國26年 | 16 |    | 1  |      | - 析湟源縣置海晏設治局（?月） |
| 1938年                                                                    | 民國27年 | 17 |    | 3  |      | - 析玉樹縣置稱多縣（2月） - 析果洛地區置和興、和順設治局（4月） |
| 1939年                                                                    | 民國28年 | 17 |    | 8  |      | - 析共和縣置興海設治局（10月） - 析亹源縣置祁連設治局（10月） - 析可魯德令哈地方置通新設治局（10月） - 析同德縣置河曲設治局（?月） - 析果洛地區置白玉設治局（?月） |
| 1940年                                                                    | 民國29年 | 17 |    | 10 |      | - 析貴德縣置西樂設治局（4月） - 析果洛地區置星川設治局（7月） |
| 1941年                                                                    | 民國30年 | 17 |    | 9  |      | - 裁撤河曲設治局（?月） - 裁撤白玉設治局（?月） - 析烏吉哈姜置哈姜設治局（?月） |
| 1942年                                                                    | 民國31年 | 17 |    | 10 |      | - 析貴德縣置南屏設治局（?月） |
| 1943年                                                                    | 民國32年 | 19 |    | 8  |      | - 改海晏設治局為海晏縣（11月） - 改興海設治局為興海縣（11月） - 析都蘭縣置香日德設治局（?月） - 哈姜設治局併入星川設治局（?月） |
| 1944年                                                                    | 民國33年 | 19 |    | 7  |      | - 裁撤南屏設治局（?月） |
| 1945年                                                                    | 民國34年 | 19 | 1  | 7  |      | - 析西寧縣置西寧市（11月） |
| 1946年                                                                    | 民國35年 | 19 | 1  | 2  |      | - 西寧縣改名湟中縣（1月） - 裁撤和興、和順、西樂、通新設治局（2月） - 香日德設治局併入都蘭縣（2月） |
| 1947年                                                                    | 民國36年 | 19 | 1  | 2  |      | |
| 1948年                                                                    | 民國37年 | 19 | 1  | 2  |      | |
| 1949年                                                                    | 民國38年 | 19 | 1  | 2  |      | |

## 政府體制

### 省會
民國三十四年（1945年）2月以前位於西寧縣，之後從西寧縣城析置西寧市，省會改於此處。

### 歷任青海省軍政長官、省政府主席
青海省政府主席
- 孫連仲（1928年9月17日 - 1931年1月）
- 馬麒（1931年1月 - 1931年8月，馬麟代理省主席）
- 馬麟（1933年 - 1936年10月27日，馬步芳代理省主席）
- 馬步芳（1937年 - 1949年）

### 引用
1. ↑  《國民政府公報》第93號，民國十七年9月，第5頁。
2. ↑  《國民政府公報》第2號，民國十七年10月27日，第9頁。又《國民政府公報》第80號，民國十八年1月31日，第8頁。
3. ↑  《全國行政區域變更一覽表（三十三年九月至三十四年十一月）》
4. ↑  按：《國民政府指令第189號》（民國18年1月29日）載：“舊寧夏、青海兩道遵令各依固有區域分別劃歸寧夏、青海兩省，自十八年一月一日起，各縣一切行政分別由寧夏、青海兩省處理。”（《國民政府公報》第80號，民國18年1月31日，第8頁。）而內政部方域司《中華民國行政區域簡表》（第11版）謂寧夏等縣於民國“十七年十月劃歸寧夏省管轄”，並不是實際執行的時間。
5. ↑  《湟中縣志》，青海人民出版社，1990年，第35、40頁。
6. ↑  青海省政府民政廳：《最近之青海》，南京新亞細亞學會，1934年，第41頁。參見《互助土族自治縣志》，青海人民出版社，1993年，第34頁。
7. 1 2 3 4 5  《國民政府公報》第735號，民國20年4月1日，第8頁
8. ↑  青海省政府民政廳：《最近之青海》，南京新亞細亞學會，1934年，第38頁。參見《門源縣志》，甘肅人民出版社，1993年，第54頁。
9. ↑  《國民政府公報》第37期，民國17年3月，第22頁
10. ↑  《國民政府公報》第735號，民國20年4月1日，第8頁。
11. 1 2 3 4  《政府公報》第354号，民國2年5月2日，第13冊，第344頁。
12. ↑  青海省政府民政廳：《最近之青海》，南京新亞細亞學會，1934年，第47頁。參見《共和縣志》，青海人民出版社，1991年，第52頁。
13. ↑  青海省政府民政廳：《最近之青海》，南京新亞細亞學會，1934年，第38頁。
14. ↑  《國民政府公報》第37期，民國17年3月，第22頁。
15. ↑  內政部方域司：《中華民國行政區域簡表》（第11版），第157頁。按：吳承湜《近六十年全國郡縣增減志要》附錄（第91頁）作1921年6月改名。
16. 1 2  青海省政府民政廳：《最近之青海》，南京新亞細亞學會，1934年，第42頁。
17. ↑  《國民政府公報》第1774號，民國24年6月22日，第8頁
18. ↑  《海晏縣志》，甘肅文化出版社，1994年，第18、374頁。按：《海北藏族自治州志》（第104頁）作1939年置。《青海省志·政事志·省政府》（第21頁）謂初名海軍設治局，後改稱海晏設治局。
19. 1 2  《國民政府公報》渝字第621號，民國32年11月10日，第14頁。
20. 1 2  《國民政府公報》渝字第198號，民國28年10月21日，第19頁。
21. ↑  《青海省志·民政志》，黃山書社，1998年，第16頁。
22. ↑  《果洛藏族自治州志》，民族出版社，2001年，第70頁。
23. ↑  內政部方域司：《中華民國行政區域簡表》（第11版），第157頁。
24. ↑  《國民政府公報》第1304號，民國22年12月5日，第7頁
25. ↑  傅林祥，鄭寶恆著《中國行政區劃通史·中華民國卷》作「霍碩特北左末旗」。
26. ↑  傅林祥，鄭寶恆著《中國行政區劃通史·中華民國卷》作「霍碩特北右末旗」。
27. ↑  傅林祥，鄭寶恆著《中國行政區劃通史·中華民國卷》作「霍碩特北右（翼）旗」。
28. ↑  內政部方域司：《中華民國行政區域簡表》（第11版），第158頁。按：以下和順、西樂、通新、香德等設治局同
29. ↑  《青海省志·民政志》，第15頁。又，《黃洛藏族自治州志》，第70頁。
30. ↑  《海西州志》卷一，陝西人民出版社，1995年，第83頁。又，《青海省志·民政志》，第16頁。
31. ↑  《青海省志·政事志·省政府》，第21頁。
32. ↑  《青海省志·政事志·省政府》，第21頁。又，《青海省志·民政志》，第16頁。
33. ↑  《青海省志·民政志》，第15頁。
34. ↑  《同德縣志》，北京民族出版社，1999年，第325頁。又，《青海省志·民政志》，第15頁。按：《青海省志·政事志·省政府》（第21頁）作“1948年裁”。
35. ↑  《黃洛藏族自治州志》，第70頁。又，《青海省志·民政志》，第16頁。
36. ↑  《同德縣志》，北京民族出版社，1999年，第325頁。又，《青海省志·民政志》，第15頁。按：《青海省志·政事志·省政府》（第21頁）作“1948年裁”。《果洛藏族自治州志》（第70頁）作“1941年廢”
37. ↑  《瑪多縣志》，第2頁。又，《黃洛藏族自治州志》，第70頁。
38. ↑  《果洛藏族自治州志》，第70頁。又，《青海省志·民政志》，第16頁。按：《青海省志·政事志·省政府》（第21頁）作“1948年裁”。
39. ↑  《貴南縣志》，三秦出版社，1996年，第38頁。又，《青海省志·民政志》，第15頁。按：《同德縣志》（第325頁）作“1942年裁”、《青海省志·政事志·省政府》（第21頁）作“1948年裁”。